# Nasal palatal sonora
La consonant nasal palatal sonora es representa [ɲ] a l'AFI, és a dir, la lletra ena amb ganxo a l'esquerra situada a l'extrem esquerre inferior. És un so present a moltes llengües actuals, com en català, castellà, francès, italià, grec modern, hongarès, etc.

## Característiques
- Es comporta com una oclusiva perquè hi ha una interrupció total del pas de l'aire.
- El punt d'articulació és palatal perquè la llengua es recolza al paladar.
- És un so nasal perquè l'aire surt al mateix temps per la boca i pel nas.
- Totes les consonants nasals són sonores per definició.

## En català
El català té aquest fonema, que està representat ortogràficament pel dígraf NY, com a canya. La majoria d'idiomes romànics tenen un dígraf per escriure'l (nh, gn, ny, nn), tot i que algunes llengües com el castellà que posseeixen una lletra modificada (ñ).
L'ocurrència d'aquest fonema en català és escassa, però, a diferència d'altres llengües que també el tenen, pot aparèixer tant en obertura com en coda sil·làbica, tret de coda a l'interior del mot. Tot i això, el context més freqüent, amb diferència, és l'obertura intervocàlica.
Aquest fonema, en català, té molt poca variació dialectal i està ben consolidat a tots els contextos en què apareix a tots els dialectes. Com a realitzacions alternatives, cal destacar dos fenòmens dialectals: 
- En alguerès es produeix una despalatalizació cap a [n] quan apareix en posició de coda (per exemple, any > [an]).
- En mallorquí es produeix una assimilació de punt d'articulació amb segregació de [j] quan una /ɲ/ en coda entra en contacte amb una altra consonant (per exemple, anys > [ajns]).

Així mateix, a tots els dialectes es pot trobar [ɲ] com a al·lòfon de /n/ (en mallorquí, també de /m/) quan una /n/ en coda es troba amb una consonant palatal per fonètica sintàctica (per exemple, un llamp > u[ɲ] llamp).
Pel que fa a l'etimologia d'aquest fonema, cal destacar que en català és un fonema evolutiu, ja que en llatí no existia, provinent sempre de nasals llatines palatalitzades. Al llarg de l'evolució del llatí fins al català, s'han palatalitzat tres contextos de nasals:
- El grup consonàntic -GN-: PUGNU > puny
- El grup secundari -NY- (Y és la grafia que representa una [j] en gramàtica històrica): ll. clàssic ARANEA > ll. vulgar ARANYA (ARAN[j]A) > aranya
- El grup consonàntic -NN-: ANNU > any.